# توکوشیچی نومورا
تُوکوشیچی نُومورا II (به ژاپنی: 野村 徳七) (زاده ۷ اوت ۱۸۷۸ - درگذشته ۱۵ ژانویه ۱۹۴۵) کارآفرین و بانکدار ژاپنی بود، که در سال ۱۹۲۵ شرکت خدمات مالی و بانکداری نومورا را در شهر اوساکا بنیان نهاد. این شرکت هم‌اکنون به‌عنوان یکی از بزرگترین شرکت‌های خدمات مالی ژاپن شناخته می‌شود.